# Vellozia blanchetiana
Vellozia blanchetiana är en enhjärtbladig växtart som beskrevs av Lyman Bradford Smith. Vellozia blanchetiana ingår i släktet Vellozia och familjen Velloziaceae. Inga underarter finns listade.